# Chicago Mercantile Exchange

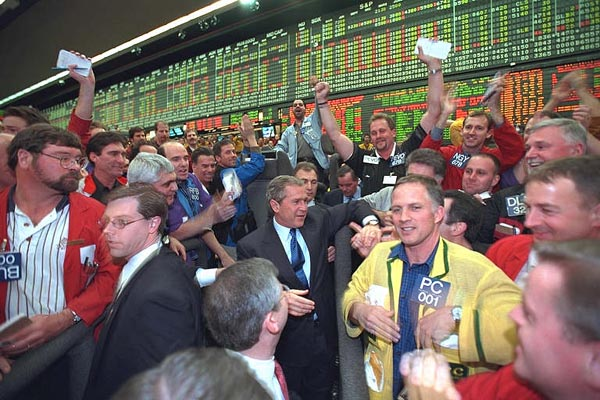
Voormalig president van de Verenigde Staten, George W. Bush, bij de CME.

De Chicago Mercantile Exchange (CME) is een Amerikaans derivatenbeursbedrijf. Het werd in 1898 als de "Chicago Butter and Egg Board" opgericht. In 1919 werd de Chicago Butter and Egg Board gereorganiseerd tot de Chicago Mercantile Exchange. In 1972 creëerde CME de eerste financiële futures, door futures voor zeven buitenlandse valuta's te introduceren. In 2007 fuseerde het bedrijf met de Chicago Board of Trade, waardoor de CME Group werd gevormd. In 2008 fuseerde de CME Group met de New York Mercantile Exchange.